# Osiek Jasielski
Osiek Jasielski è un comune rurale polacco del distretto di Jasło, nel voivodato della Precarpazia.
Ricopre una superficie di 60,47 km² e nel 2004 contava 5 321 abitanti.